# Флаги Южной Америки
Это список международных и государственных флагов, используемых в Южной Америке.

## Международные организации
| Флаг | Утвержден | Организация                       | Описание |
| ---- | --------- | --------------------------------- | --- |
|      | —         | Флаг Андского сообщества          | Флаг представляет собой белое полотнище с логотипом организации в центре. |
|      | —         | Флаг Меркосур                     | Флаг Меркосур представляет собой четыре звезды с зелёной линией и названием организации под ними. Звезды символизируют стран-участников организации, а линия: мировое положение на рынке в Южном полушарии.                                         |
|      | 1970 —    | Флаг ОПЕК                         | Флаг представляет собой голубое полотнище, на котором в центре расположены стилизованные латинское буквы белого цвета, с названием организации. |
|      | 2008 —    | Флаг Союза южноамериканских наций | Флаг состоит из фона светло-голубого цвета, на котором расположен ряд белых линий формирующих вихрь, напоминающий форму субконтинента. Он был предложен президентом Перу, Аланом Гарсиа Перес, который в свою очередь был вдохновлён знаменем Индо. |
|      | 1987 —    | Флаг Франкофонии                  | Флаг представляет собой белое полотнище с окружностью в центре. Пять секторов окружности символизируют пять регионов, в которых живут члены сообщества: Северную Америку, Европу, Африку, Азию и Океанию.                                           |

## Флаги государств
| Флаг | Утвержден   | Наименование   | Описание |
| ---- | ----------- | -------------- | --- |
|      | 1812/1818 — | Флаг Аргентины | Флаг представляет собой три равные по ширине горизонтальные полосы — крайние окрашены в светло-голубой, центральная — в белый цвет. В 1818 году в центр флага было помещено жёлтое майское солнце, символизирующее инкского бога солнца и названное так в честь Майской революции. |
|      | 1851 —      | Флаг Боливии   | Представляет собой прямоугольное полотнище, состоящее из трёх равновеликих горизонтальных полос: верхней — красного, средней — жёлтого и нижней — зелёного цвета. В центре флага помещено изображение герба Боливии. |
|      | 1992 —      | Флаг Бразилии  | Представляет собой прямоугольное зелёное полотнище с жёлтым горизонтальным ромбом в центре. Внутри ромба находится тёмно-синий круг с 27-ю белыми пятиконечными звёздами пяти размеров, сгруппированных в девять созвездий. Круг пересечён изогнутой вверх в виде арки белой лентой с национальным девизом Бразилии, написанным зелёными буквами, — «Ordem e Progresso» (с порт. — «Порядок и прогресс»). |
|      | 2006 —      | Флаг Венесуэлы | Представляет собой прямоугольное полотнище, разделённое тремя равновеликими цветными полосами (жёлтый, синий и красный) с 8 звёздами по центру. Создание флага и значения всех его элементов тесно связаны с национально-освободительным движением народа Венесуэлы от испанского владычества. |
|      | 1966 —      | Флаг Гайаны    | На зелёном поле, который символизирует природу и сельское хозяйство Гайаны расположен треугольник красного цвета, символизирующий упорство и динамичный характер народа в строительстве независимого государства. |
|      | 1861 —      | Флаг Колумбии  | Флаг был принят 26 ноября 1861 года. Представляет собой горизонтальный триколор жёлтого, синего и красного цветов. Жёлтая полоса занимает верхнюю половину пространства флага, синяя и красная занимают по четверти пространства. |
|      | 1842 —      | Флаг Парагвая  | Парагвайский флаг состоит из трёх горизонтальных полос, окрашенных в красный, белый и синий цвета. Цвета были взяты с французского триколора — символа освобождения. Красный цвет символизирует патриотизм, смелость, доблесть, равенство и справедливость; белый — чистоту идей, стойкость, мир и единство; синий — спокойствие, любовь, знания, чувство реальности и свободу.                           |
|      | 1825/1838 — | Флаг Перу      | Флаг представляет собой прямоугольное полотнище, состоящее из трёх равновеликих вертикальных полос красного и белого цветов. В центре правительственного флага помещено изображение герба Перу. |
|      | 1975 —      | Флаг Суринама  | Флаг Суринама принят 25 ноября 1975 года. Зелёный цвет на флаге — символ плодородия суринамской земли, белый — справедливости и свободы, красный — прогресса. Золотая звезда в центре — символ счастливого будущего, которого можно достичь через единство. |
|      | 1830 —      | Флаг Уругвая   | Флаг Уругва́я во многом схож с флагом Аргентины, так как Уругвай входил в состав Аргентины до приобретения независимости. Девять полос представляют девять первоначальных регионов Уругвая. В крыже флага расположено жёлтое «майское солнце» (исп. Sol de Mayo), символизирующее инкского бога солнца. |
|      | 1817 —      | Флаг Чили      | Флаг состоит из двух равных горизонтальных полос: белой и красной. В верхнем левом углу находится синий квадрат, в центре квадрата расположена белая пятиконечная звезда, которая символизирует проводника к успехам и славе. Синий цвет символизирует небо, белый — Анды, покрытые снегом, а красный — кровь, пролитую в борьбе за независимость.                                                        |
|      | 1900 —      | Флаг Эквадора  | Флаг Эквадора был принят 26 сентября 1860 года. Создан на базе «Колумбийского триколора» с отличием в пропорциях. В центре флага расположен герб Эквадора. |

## Флаги зависимых территорий
| Флаг | Утвержден | Наименование                                    | Описание |
| ---- | --------- | ----------------------------------------------- | --- |
|      | —         | Флаг Французской Гвианы (неофициальный)         | Представляет собой белое полотнище, на котором расположен неофициальный логотип Гвианы. Над логотипом надпись — GUYANE, а под ним — LA RÉGION.                                                                                    |
|      | 1999 —    | Флаг Фолклендских островов                      | Флаг представляет собой синий кормовой флаг с гербом Фолклендских островов. С момента получения островами собственного флага он не изменялся значительно. Главные изменения всегда касались герба, расположенного в правой части. |
|      | 2002 —    | Флаг Южной Георгии и Южных Сандвичевых Островов | Флаг представляет собой синий кормовой флаг с гербом Южной Георгии и Южных Сандвичевых Островов. До принятия старой версии флага использовался флаг Фолклендских островов.                                                        |